# Joseph Kohn
Pour les articles homonymes, voir Kohn.
Joseph John Kohn, né le 18 mai 1932 et mort le 13 septembre 2023, est professeur émérite de mathématiques à l'Université de Princeton, où il étudie les opérateurs différentiels partiels et l'analyse complexe.

## Biographie
Il est le fils de l'architecte juif tchèque Otto Kohn. Après que l'Allemagne nazie ait envahi la Tchécoslovaquie, lui et sa famille émigrent en Équateur en 1939. Là, Otto fréquente le Colegio Americano de Quito. En 1945, Joseph déménage aux États-Unis, où il fréquente la Brooklyn Technical High School. Il étudie au MIT (SB 1953) et à l'Université de Princeton, où il obtient son doctorat en 1956 sous la direction de Donald Spencer ("A Non-Self-Adjoint Boundary Value Problem on Pseudo-Kähler Manifolds"). Plus tard, il est à l'Institute for Advanced Study en 1957/58 (et encore 1961/62, 1976/7, 1988/89).
À partir de 1956/57, Kohn est instructeur à Princeton. En 1958, il est professeur adjoint, en 1962, professeur agrégé et en 1964, professeur à l'Université Brandeis, où il est également président du département de mathématiques (1963-1966). Depuis 1968, il est professeur à l'Université de Princeton, où il est président de 1993 à 1996. Il est professeur invité à Harvard (1996/7), Prague, Florence, Mexico (Centro de Estudios del IPN), Stanford, Berkeley, Scuola Normale Superiore (Pise), Rome, Buenos Aires et à l'IHES.
Les travaux de Kohn portent, entre autres, sur l'utilisation des opérateurs différentiels partiels dans la théorie des fonctions de plusieurs variables complexes et l'analyse microlocale.
Kohn est boursier Sloan en 1963 et boursier Guggenheim en 1976/77. De 1976 à 1988, il est membre du comité de rédaction des Annals of Mathematics. En 1966, il est conférencier invité au Congrès international des mathématiciens à Moscou ("Complexes différentiels").
Depuis 1966, Kohn est membre de l'Académie américaine des arts et des sciences et membre de l'Académie nationale des sciences depuis 1988. En 2012, il devient membre de l'American Mathematical Society.
Kohn remporte le Prix Leroy P. Steele de l'American Mathematical Society en 1979 pour son article Intégrales harmoniques sur des domaines fortement convexes. En 1990, il reçoit un doctorat honorifique de l'Université de Bologne. En 2004, il reçoit le prix Bolzano.